# Campeonato Mundial de Ginástica Rítmica de 1992
O XVI Campeonato Mundial de Ginástica Rítmica transcorreu entre os dias 20 e 22 de novembro de 1992, na cidade de Bruxelas, na Bélgica.